# Spiller
Spiller, pseudonimo di Cristiano Spiller (Venezia, 3 aprile 1975), è un disc jockey italiano.
È conosciuto soprattutto per il singolo Groovejet (If This Ain't Love), che ha raggiunto le vette delle classifiche di Italia, Regno Unito e Australia.

## Biografia

### Gli esordi
Attivo fin da ragazzo nell'ambiente della musica house italiano, inizia a girare i dischi nei locali della movida veneziana. Si ricordano eventi come resident dj all'Exess - house nation di Jesolo. In quel frangente inizia a comporre basi proprie, tra cui il sample di Groovejet che propone proprio all'Exess house-nation con un forte consenso nell'estate del 1996. Debutta ufficialmente nel 1997 incidendo assieme a Tommy Vee sotto lo pseudonimo di "Laguna" il suo primo disco, Spiller from Rio, su Azuli UK.
L'anno dopo firma un contratto con l'etichetta tedesca Peppermint Jam, con l'americana Twisted e con la britannica Positiva, delle case discografiche dipendenti dalla EMI, e pubblica a livello mondiale il suo primo singolo, Batucada, che grazie ad alcuni remix eseguiti da Boris Dlugosch spopola negli Stati Uniti e in Giappone. Non molto tempo dopo, Spiller ha esteso il suo tocco ai remix di Gloria Gaynor, Matt Bianco, St Germain, Bob Sinclar, Run Dmc e Smoke City.

### Il successo mondiale
L'anno seguente pubblica Mighty Miami, EP contenente anche una versione strumentale del brano Groovejet (If This Ain't Love). Di questo brano viene incisa anche una versione vocale, realizzata in collaborazione con la cantante britannica Sophie Ellis-Bextor, appena separatasi dal gruppo di origine Theaudience e che si stava apprestando a iniziare una carriera solista. Il singolo ha raggiunto la prima posizione di numerosi paesi diventando il più importante successo dance dell'anno e vendendo circa 2.000.000 di copie. Il singolo ha lanciato anche la carriera della cantante britannica, che negli anni seguenti inciderà il primo album da solista, Read My Lips, di successo in tutta l'Europa. Groovejet (If This Ain't Love) è stata anche la canzone che ha avuto più passaggi in radio nel decennio 2000-2010 in Inghilterra e la Apple ha dichiarato di aver utilizzato Groovejet per testare i primi iPod.

### Dopo il successo
In seguito Spiller ha realizzato il pezzo electro-funk “Cry Baby”, remixato dai Röyksopp, e divenuto un classico downtempo. Nel 2003 ha lanciato la sua etichetta, la Nano Rec con Sola, un brano groovy disco con influenza del French touch, e nel 2007 Jumbo. Nel 2009 ha remixato Teen Drive In degli Useless Wooden Toys, lanciando il tormentone “siete pro, siete pro, siete pronti per lo show!”. Spiller ritorna con Pigeonman's Revenge, un brano epico strumentale che lo riporta alle sue radici disco house con un videoclip ad opera del fotografo e regista James Mollison.

## Discografia

### EP
- 1997 - Laguna Vol. 1
- 1999 - Mighty Miami

### Singoli
- 1997 - Do It Easy
- 1998 - Batucada
- 1998 - Positive (feat. Moony)
- 2000 - Groovejet (If This Ain't Love)
- 2002 - Cry Baby
- 2006 - Jumbo
- 2007 - Sola/Rambolips
- 2011 - Pigeonman's Revenge
- 2013 - Urastar

### Remix
- 2009 - Useless Wooden Toys - Teen Drive In (Spiller Remix)